# Le Veilleur du rail
Pour plus de détails, voir Fiche technique et Distribution.
Le Veilleur du rail (The Signal Tower) est un film américain réalisé par Clarence Brown, sorti en 1924.

## Fiche technique
- Titre : Le Veilleur du rail
- Titre original : The Signal Tower
- Réalisation : Clarence Brown
- Scénario : James O. Spearing et Wadsworth Camp
- Photographie : Ben F. Reynolds
- Société de production : Universal Pictures
- Pays d'origine : États-Unis
- Format : Noir et blanc - 1,33:1 - Film muet
- Genre : drame
- Durée : 70 minutes
- Date de sortie : 1924

## Distribution

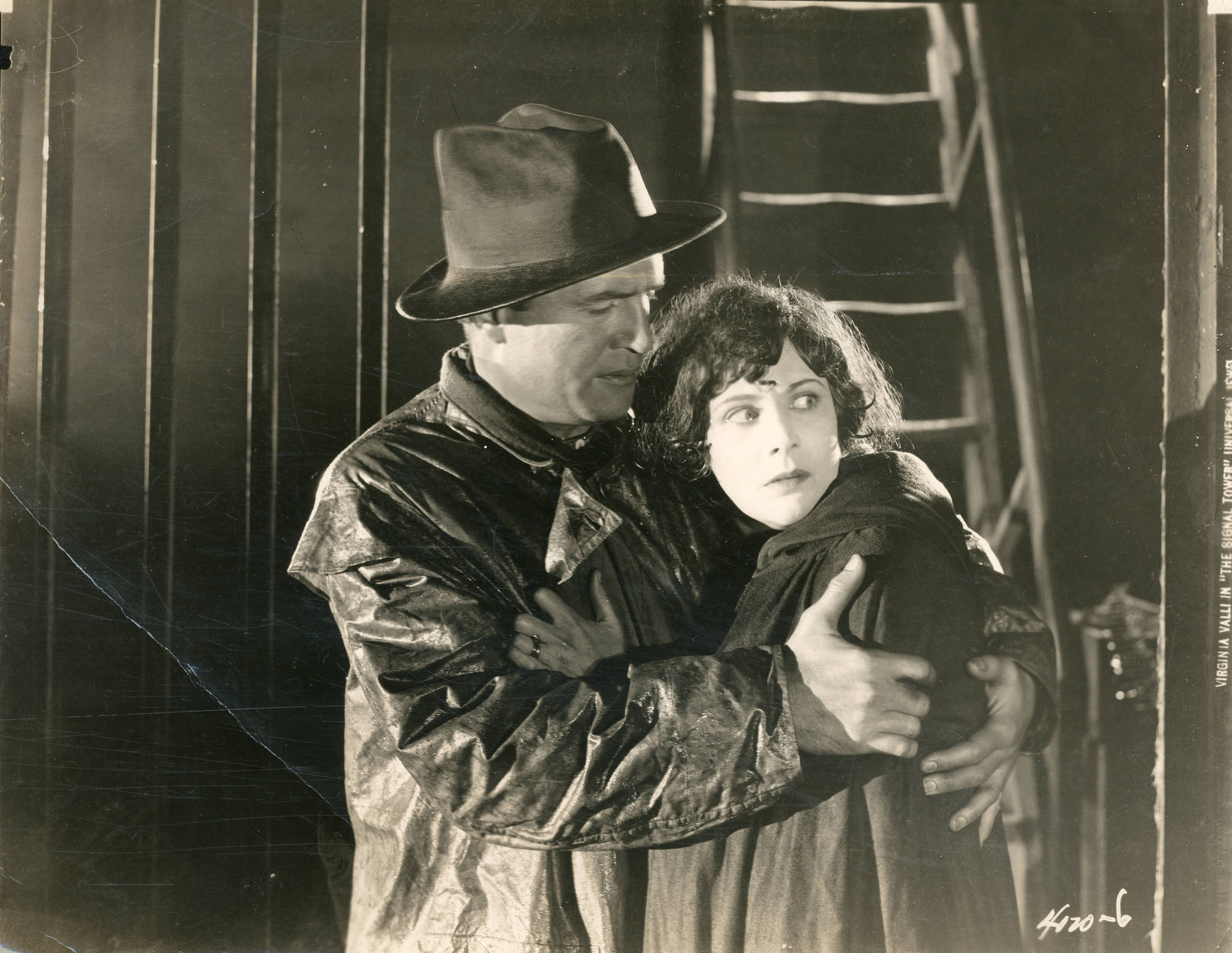
Virginia Valli et Rockliffe Fellowes dans une scène du film.

- Virginia Valli : Sally Taylor
- Rockliffe Fellowes : Dave Taylor
- Frankie Darro : Sonny Taylor
- Wallace Beery : Joe Standish
- James O. Barrows : Old Bill
- J. Farrell MacDonald : Pete
- Dot Farley : Cousin Gertie
- Clarence Brown : Switch Man